# News.me
News.me — сервис социальных новостей от создателей крупнейшего сервиса сокращения URL bit.ly.
Сайт был запущен в конце апреля . Однако сервис не бесплатный. Еженедельная подписка стоит $0,99, а ежегодная — $34,99.

## Приложение News.me
21 апреля 2011 года было выпущено приложение News.me для iPad.